# سعيد يونان
سعيد يونان (بالإنجليزية: Saeed Younan)‏ (17 مارس 1972 -)، هو منسق موسيقى (بالإنجليزية: DJ)‏ أميركي شهير من أصل عراقي.

## حياته ونشأته
ولد في (17 مارس 1972 -) في بغداد بالعراق، هاجر وهو صغير مع عائلته إلى الولايات المتحدة، وعاش في العاصمة الأميركية واشنطن، حيث برز في مزج الموسيقى في الملاهي الليلية وتعاون مع فنانين مشهورين. تعرّف على منسق الموسيقى الأميركي البنغالي الأصل بالاش أحمد، حيث شكّلا الثنانئي (بالإنجليزية: Saeed & Palash)‏، وأصدرا سويا بعض الإسطوانات ومزج الموسيقية، إلي أن افترقت الفرقة، وأكمل سعيد بانفراده. رشّح لأفضل منسق موسيقى في أميركا، ولديه العديد من الإسطوانات في قوائم أنجح الأغنيات الراقصة. يتخصص بموسيقى Tech / Tribal / Tech-funk / Electro-prog، جاب العالم كله، حيث قدّم أعماله في علب الليل في إسبانيا (وأيبيزا)، والأرجنتين، واليونان، وغيرها ومدن عديدة في كندا والولايات المتحدة الأميركية وأسس شركة إسطوانات وإنتاج موسيقي باسم «يونان للموسيقى» (بالإنجليزية: Younan Music)‏.

## الألبومات
- 2002: Tide Edit
- 2003: Addictive Beats
- 2006: Remixed
- 2007: Spotlight
- 2007: Spotlight 2

## EP
- 2008: Port Saeed
- 2009: Deep Freak
- 2010: House Is

## أغنيات
- 2005: Remixed
- 2005: Rock The Rhythm
- 2007: Keep Me Up
- 2007: It's Time
- 2008: Smart Move
- 2008: Clockin
- 2008: Work That
- 2008: Believe
- 2008: Rude Boy
- 2009: Kumbalha
- 2010: Yeah Ha